# Xenolohmannia discrepans
Xenolohmannia discrepans är en kvalsterart som beskrevs av Balogh och Sandór Mahunka 1969. Xenolohmannia discrepans ingår i släktet Xenolohmannia och familjen Lohmanniidae. Inga underarter finns listade i Catalogue of Life.